# Argyrocosma argosticta
Argyrocosma argosticta là một loài bướm đêm trong họ Geometridae.